# Karl Sauke

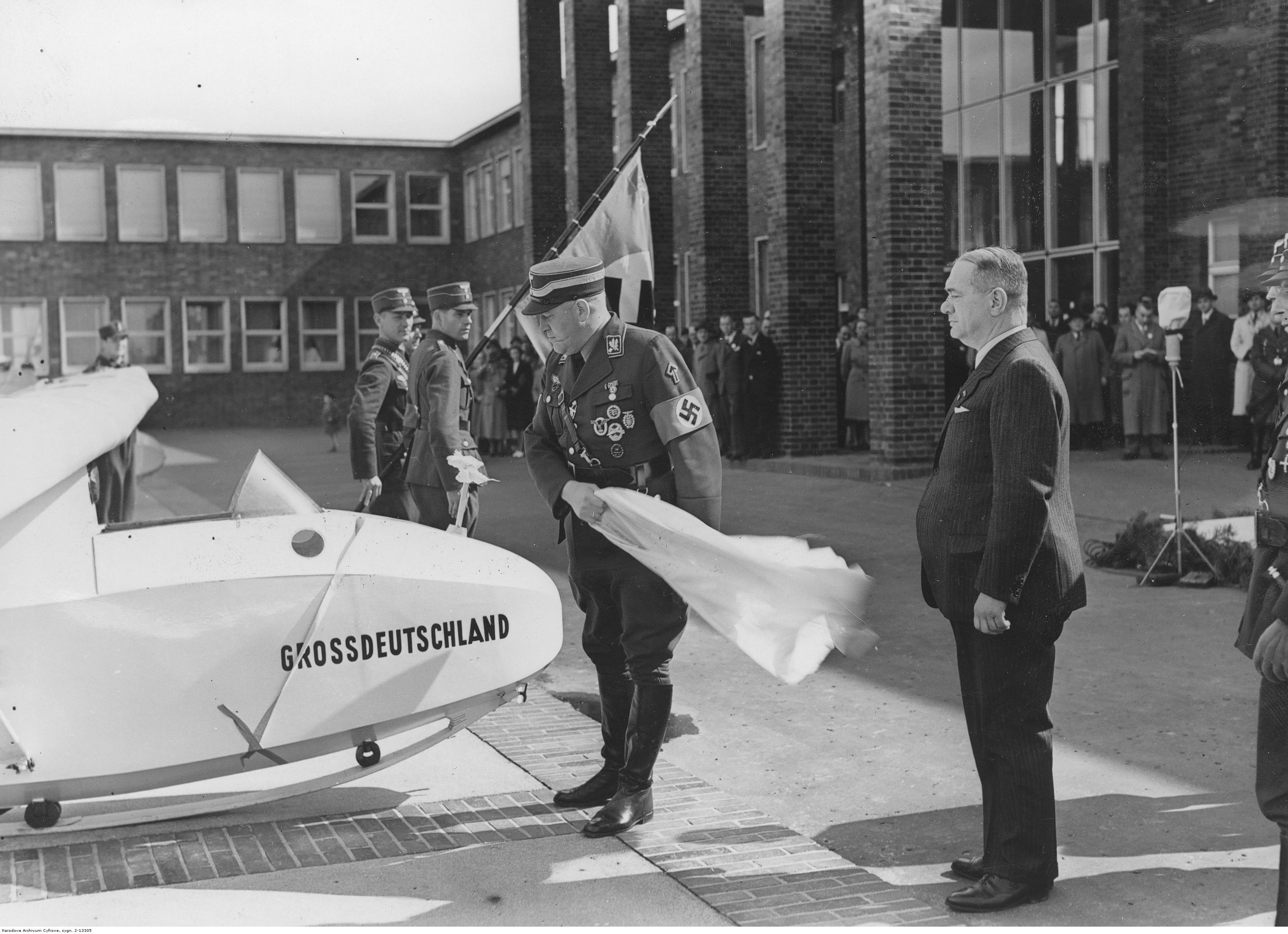
NSFK-Obergruppenführer Karl Sauke enthüllt das Grunau Baby II B-2 Segelflugzeug „Grossdeutschland“.

Karl Sauke (* 23. September 1897 in Hannover; † 24. September 1958 ebenda) war ein deutscher Politiker und SA-Führer. Er war unter anderem Mitglied des Braunschweigischen Landtages (1933).

## Leben und Wirken
Nach dem Schulbesuch nahm Sauke am Ersten Weltkrieg teil. Anschließend absolvierte er eine kaufmännische Lehre und besuchte die kaufmännische Handelsschule. Bis 1931 arbeitete er als Vertreter und Verkaufschef in der Textilbranche.
Im November 1929 trat Sauke in die NSDAP ein und wurde 1930 Mitglied der SA. Im April 1931 begann Sauke als hauptberuflicher SA-Führer in Braunschweig mit dem Aufbau der SA-Standarte 92. Zum 1. Februar 1932 wurde er zum SA-Standartenführer befördert. Kurz nach der „Machtergreifung“ der Nationalsozialisten im Frühjahr 1933 wurde Sauke Anfang März vom Braunschweigischen Innenminister Dietrich Klagges mit dem Aufbau der SA-Hilfspolizei für den Freistaat Braunschweig betraut und zum Führer dieser Organisation ernannt. Nach dem Urteil von Kiekenap verbreitete Sauke mit der SA-Hilfspolizei in den folgenden Monaten „brutalen Terror“ in den Harzorten des Landes Braunschweig. Am 10. April 1933 wurde er zum SA-Brigadeführer befördert. 
Im weiteren Verlauf der 1930er Jahre war Sauke in führender Funktion im Nationalsozialistischen Fliegerkorps (NSFK) tätig, in dem er am 10. April 1938 zum NSFK-Gruppenführer befördert wurde. Spätestens zu diesem Zeitpunkt war er zuständig für die NSFK-Gruppe 4 (Berlin-Brandenburg). Diese Funktion behielt er bis zum Ende des Zweiten Weltkriegs bei. Bei der Reichstagswahl vom April 1938 kandidierte Sauke erfolglos auf der „Liste des Führers“ für den nationalsozialistischen Reichstag.
1945 wurde Sauke von den Amerikanern gefangen genommen und im August aus der militärischen Kriegsgefangenschaft in Internierungshaft überführt, aus der er im Januar 1948 entlassen wurde. Zu Beginn des Jahres 1950 wurde Sauke mit fünf weiteren Angeklagten für die von ihm im Jahr 1933 veranlassten Terroraktionen der SA-Hilfspolizei vor dem Schwurgericht am Landgericht Braunschweig angeklagt. Im Urteil vom 14. März 1950 wurde festgestellt, dass die von Sauke im Frühjahr 1933 in Seesen und im Kreis Blankenburg durchgeführten Aktionen dazu gedient hätten, die Arbeit der Linksparteien unmöglich zu machen und die Bevölkerung einzuschüchtern, so dass niemand eine oppositionelle Betätigung wagen würde. Sauke wurde schließlich wegen Verbrechens gegen die Menschlichkeit in Tateinheit mit Freiheitsberaubung im Amt in 130 Fällen, Körperverletzung und Nötigung im Amt in fünf Fällen sowie gefährlicher Körperverletzung in zwei Fällen zu einer Freiheitsstrafe von sechs Jahren Gefängnis verurteilt. Die Revision Saukes wurde vom Obersten Gerichtshof für die Britische Zone verworfen.